# Kartik Aaryan
Kartik Aaryan est un acteur indien né le 22 novembre 1990 à Gwalior (Inde). Il a fait ses débuts d'acteur en 2011 avec le film Pyaar Ka Punchnama, un film de comédie romantique réalisé par Luv Ranjan,,.
Il a été nommé à plusieurs prix pour ses performances, notamment le Filmfare Award du meilleur acteur dans un second rôle pour son rôle dans Pyaar Ka Punchnama 2 et le Filmfare Award du meilleur acteur pour son rôle dans Luka Chuppi.
En 2022, Aaryan a été classé 15e sur la liste des "30 Indiens les plus influents de moins de 30 ans" du magazine GQ India,.Il a également été nommé l'un des "100 célébrités les plus influentes de l'Inde" par Forbes India.

## Filmographie
- 2011 : Pyaar Ka Punchnama : Rajat[7]
- 2013 : Akaash Vani : Sidd
- 2014 : Kaanchi: The Unbreakable : Binda Singh
- 2015 : Pyaar Ka Punchnama 2 : Anshul "Gogo" Sharma
- 2016 : Silvat : Anwar Khan
- 2017 : Guest iin London : Aryan Shergill
- 2018 : Sonu Ke Titu Ki Sweety : Sonu Sharma
- 2019 : Luka Chuppi: Vinod "Guddu" Shukla
- 2019 : Pati Patni Aur Woh : Abhinav "Chintu" Tyagi[8]